# Ali Günçar
Ali Günçar (* 19. Mai 1970 in Afyonkarahisar) ist ein ehemaliger türkischer Fußballspieler und -trainer. Er spielte sechs Spielzeiten für Beşiktaş Istanbul und ist durch diese Zeit in Erinnerung geblieben. Da während seiner Zeit bei Beşiktaş Istanbul mit Ali Gültiken ein weiterer Ali sich im Mannschaftskader befand und dieser älter war, wurde Günçar fortan wie damals in so einer Situation üblich als Küçük Ali (dt.: Der kleine Ali) bezeichnet und Gültiken als Büyük Ali (dt.: Der große Ali).

## Spielerkarriere
Günçar begann mit zehn Jahren in der Nachwuchsabteilung von Afyonspor, dem bekanntesten Verein seiner Heimatstadt Afyonkarahisar, mit dem Vereinsfußball. Mit 17 Jahren wurde er in den Profikader aufgenommen und begann für diese in der 2. Futbol Ligi zu spielen. Zum Saison 1989 verpasste er mit seinem Team den Klassenerhalt und stieg in die 3. Futbol Ligi ab. In der ersten Drittligasaison nach dem Abstieg erreichte Günçar mit seinem Team die Meisterschaft und damit den direkten Wiederaufstieg in die 2. Liga.
Bei Afyonspor fiel er den Verantwortlichen vom Erstligisten Gençlerbirliği Ankara auf, die ihn zur Saison 1990/91 verpflichteten. Bei den Hauptstädtern setzte sich Günçar relativ schnell als Stammspieler durch und schaffte es auch zum türkischen U-21-Nationalspieler. In seiner zweiten Saison für Gençlerbirliği steigerte Günçar seine Leistungen weiter, stieg zum A-Nationalspieler auf und wurde einer der gefragtesten Spieler der Sommertransferperiode 1992.
Zur Saison 1992/93 wechselte Günçar zum amtierenden Türkischen Meister Beşiktaş Istanbul. Hier wurde er in seiner ersten Saison vom Cheftrainer Gordon Milne behutsam in die Stammformation eingewöhnt. So absolvierte er in dieser Saison 16 Ligaspiele und beendete mit seinem Team die Saison titellos. In die neue Saison startete seine Mannschaft mit dem Gewinn des vorsaisonalen TSYD-Istanbul-Pokals. In der zweiten Saison wurde Günçar von Milne von Saisonbeginn an als Stammspieler eingesetzt. Nachdem Beşiktaş die Hinrunde der Saison 1993/94 aber mit einem 10-Punkteabstand zum Tabellenführer beendet hatte, trat Milne von seinem Posten zurück und wurde durch Christoph Daum ersetzt. Günçar behielt auch unter Daum seinen Stammplatz. Mit Daum beendete die Mannschaft die Saison auf dem 4. Tabellenplatz und konnte den Türkischen Pokal holen. In der neuen Saison durchzog Daum eine Kaderrevision und trennte sich von einigen langjährigen Spielern. Mit neu verpflichteten Spielern und einigen älteren Spielern formte er dann eine neue Mannschaft. Günçar zählte dabei zu den wichtigen Spielern dieser Mannschaft. Mit dieser neu aufgestellten Mannschaft konnte Beşiktaş nach drei Jahren wieder türkischer Meister werden. Unter Daum absolvierte Günçar in der Meisterschaftssaison 1994/95 15 Ligaspiele. In der nächsten Saison erkämpfte er sich seinen Stammplatz über weite Strecken zurück. Die Saison endete für seine Mannschaft allerdings titellos. Im Sommer 1996 wurde der zurückgetretene Daum durch Rasim Kara ersetzt. Auch unter diesem Trainer blieb Günçar gesetzt. Die Saison startete seine Mannschaft mit dem Gewinn des TSYD-Istanbul-Pokals. Im Saisonverlauf kämpfte man lange Zeit mit Galatasaray Istanbul um die Meisterschaft, hatte aber zum Saisonende gegen den Erzrivalen das Nachsehen. Neben der Vizemeisterschaft konnte der Verein noch den Premierminister-Pokal holen. Zur neuen Saison ersetzte Beşiktaş Kara durch den Waliser John Toshack. Dieser Trainer stellte die Abwehr auf eine Viererkette um und sortierte die Spieler aus die aus seiner Sicht nicht für dieses System geeignet waren, u. a. Günçar. Nachdem dieser bis zur Winterpause lediglich zwei Ligaeinsätze absolviert hatte, wurde er für die Rückrunde an den Ligarivalen Samsunspor ausgeliehen.
Zum Sommer 1998 verließ Günçar Beşiktaş und wechselte innerhalb der Liga zu Adanaspor. Bei diesem Verein löste er bereits im April 1999 seinen Vertrag vorzeitig auf und beendete seine Karriere.

### Nationalmannschaft
1990 wurde Günçar als 20-Jähriger vom damaligen U-21-Nationaltrainer Fatih Terim in den Kader der Türkischen U-21-Nationalmannschaft nominiert und absolvierte für diese in zwei Jahren acht Spiele.
Anlässlich der Mittelmeerspiele 1991 wurde er in den Kader der Olympiaauswahl der Türkei, die ebenfalls von Terim betreut wurde, berufen. Günçar absolvierte in diesem Turnier zwei Begegnungen und gewann mit seiner Mannschaft die Silbermedaille.
Im März 1992 wurde er von Sepp Piontek im Rahmen eines Qualifikationsspiels der EM 1996 gegen die Isländische Nationalmannschaft zum ersten Mal für das Aufgebot der türkischen Nationalmannschaft nominiert und gab in dieser Begegnung sein A-Länderspieldebüt. Bis zum Sommer 1994 absolvierte er sechs weitere Einsätze für die Türkei und wurde anschließend drei Jahre lang nicht mehr nominiert. Erst 1997 nominierte ihn der neue Trainer Mustafa Denizli, setzte ihn aber nicht ein.

## Trainerkarriere
Günçar arbeitete bei den Vereinen seiner Heimatstadt als Co- bzw. als Cheftrainer.

## Erfolge
Mit Yeni Afyonspor
- Meister der TFF 2. Lig und Aufstieg in die TFF 1. Lig: 1989/90

Mit Beşiktaş Istanbul
- Türkischer Meister: 1994/95
- Türkischer Pokalsieger: 1993/94
- Präsidenten-Pokalsieger: 1993/94, 1996/97
- Premierminister-Pokalsieger: 1996/97
- TSYD-Istanbul-Pokalsieger: 1993/94, 1996/97

Mit olympischer Auswahl der Türkei
- Silbermedaillengewinner der Mittelmeerspiele: 1991